# Den 7. dag
Den 7. Dag er Lars Lilholt Bands syttende album og er udgivet i 2004.

## Spor
- Klovnen er død
- Skumringen
- De Gennemrejsendes Arme
- Vi Har Et Ansvar for en Drøm
- Livet er for kort (For kort til vores sjæl)
- Tiderne Skifter
- De 12 Dage
- Gaia
- Den Syvende Dag
- Når Glæden Stråler
- Gammel Grå Mammut
- Hør Jordens Hjerte Slå

## Musikere
- Lars Lilholt (Sang, violin, oktavviolin, bouzuki, mundharpe, drejelire)
- Tine Lilholt (Tværfløjte, tinwhistle, harpe ,piccolofløjte, saxofon, trætværfløjte, elektrisk sækkepibe, kor)
- Kristian Lilholt (Keyboards, klaver, akustiske 6 og 12 strenget guitar, orgel, el guitar, kor)
- Gert Vincent ( Elguitar, akustisk guitar, saz, keyboard, percussion, guitarbanjo, kor)
- Tom Bilde (bas, båndløs bas, lap steel, akustisk guitar, ukulelebanjo, tenorbanjo, trombone, althorn,

keyboards, kor)
- Klaus Thrane (trommer, percussion)

## Gæstemusikere
- Rasmus Lyberth (sang)
- Allan Olsen (sang)
- Johnny Madsen, (sang)
- Lærke Lilholt, (kor)
- Dan Hougesen, (kor)
- Mohamed ”Dany Raï” Bellajrou, (raïsang)
- Mads Ebdrup, (rap)
- Niels Hoppe, (saxofoner)
- Lisbeth Binderup Thordal, (klarinet)
- Kristian Gislason programmering og percussion
- Brovst Pigegarde
- Café Baggear fra Skovrock i Aalborg (familie, venner, roadier, Skråenpersonale) (kor)'

## Trivia
- På udgivelsesdagen solgte pladen 40.000 plader.[kilde mangler]
- Det er den sidste plade Kristian Lilholt medvirker med Lars Lilholt Band.